# Con đầm pích
Con đầm pích (tiếng Nga: Пиковая дама) là một truyện vừa với các yếu tố thần bí của đại thi hào Aleksandr S.Pushkin, ra đời năm 1834.
A.S.Pushkin viết tác phẩm ở làng Boldino vào khoảng tháng 10 đến tháng 11 năm 1833. Có chứng cớ cho biết thoạt đầu Pushkin dự định đặt tên cho truyện là Phát đạn giả. P.V.Nasakin, người mà Pushkin đọc cho nghe Con đầm pích đã kể lại rằng "cốt truyện không phải bịa ra". Bà Bá tước - đó chính là Natalia Golitsyna (1741 - 1837), mẹ của viên Thống đốc Moskva Dmitry Golitsyn; và quả thật cuộc sống ở Paris hệt như Pushkin mô tả.
Ngày 7 tháng 4 năm 1834, A.S.Pushkin ghi trong nhật ký: "Con đầm pích" của tôi được hâm mộ. Bọn con bạc đua nhau đặt con ba, con bảy với con xì. Ở trong triều người ta nhận ra sự giống nhau giữa nữ Bá tước già và nữ Công tước N.P.Golitsyna, hình như họ không bực tức...

## Nội dung
Gherman là một thanh niên có tham vọng làm giàu rất mãnh liệt, anh ta muốn đổi đời bằng những canh bạc lớn nhưng lại không dám tham gia, chỉ dám ngồi xem người khác chơi.
Một hôm anh ta nghe một kẻ chơi bài nói về bí quyết "ba con bài" của bà bá tước, nó đã giúp bà ta thắng trong những canh bạc.
Gherman đã lợi dụng tình yêu của người con nuôi bà bá tước để đột nhập vào phòng với mong muốn xin bà bá tước bí quyết "ba con bài". Nhưng vì quá bất ngờ với sự xuất hiện của người lạ trong phòng bà bá tước đã đột quỵ chết.
Sau khi bà bá tước chết Gherman nằm mơ gặp bà bá tước, bà ta hứa sẽ cho anh ta bí quyết và đổi lại anh ta phải chăm sóc cho cô con gái nuôi của bà. Gherman đồng ý với yêu cầu của bà ta và nhận được bí quyết là ba con bài "ba, bảy, xì".
Tuy nhiên, ván thứ nhất, con ba anh ta thắng; ván thứ hai, con bảy anh ta thắng; nhưng đến ván thứ ba, ván bài quyết định thì anh ta lại nhìn thấy một con đầm pích. Trên con bài đó anh ta nhìn thấy đôi mắt của bà bá tước đang cười nhạo anh ta...

## Chuyển thể
- Vở opera cùng tên của Pyotr Ilyich Tchaikovsky
- Vở operetta cùng tên của Franz von Suppé